# عماسا دانا
عماسا دانا هو محامي وقاضي وسياسي أمريكي، ولد في 19 أكتوبر 1792 في ويلكس بار في الولايات المتحدة، وتوفي في 24 ديسمبر 1867 في إثاكا في الولايات المتحدة. نشط حزبياً في الحزب الديمقراطي. وقد انتخب عضو جمعية ولاية نيويورك ‏ وانتخب عضو مجلس النواب الأمريكي ‏.